# Burt Monroe
Pour les articles homonymes, voir Monroe.
Burt L. Monroe, Jr (25 août 1930, Louisville, Kentucky - 14 mai 1994, Louisville, Kentucky) est un ornithologue américain, membre de l'American Ornithologists' Union depuis 1953, puis directeur de la Commission de classification et nomenclature (1981-1994) et président de 1990 à 1992.

## Carrière
- 1959 : Nomination à l'Université d'État de Louisiane (LSU), participation à de nombreuses études de terrains en Nouvelle-Zélande (1960) et en Afrique (1961),
- 1965 : Professeur assistant de Biologie à l'université de Louisville,
- 1970-1993 : Directeur du Département de Biologie de l'université de Louisville.

## Travaux
- 1990 : Son œuvre majeure, Distribution and Taxonomy of Birds of the World, en collaboration avec Charles Sibley.